# Murphy's Law
Murphy's Law é um filme britânico de 1986 realizado por J. Lee Thompson.

## Resumo
Jack Murphy (Charles Bronson), um detective da polícia, atravessa uma fase na qual tudo corre mal na vida. Primeiro recebe um telefonema no qual uma mulher desconhecida diz que vai matá-lo, mas que antes transformará a sua vida num inferno. Ele comete o erro de não dar importância a este telefonema.
Depois, numa perseguição policial a alta velocidade, mata Tony Vincenzo (Chris DeRose), o irmão do gangster Frank Vincenzo (Richard Romanus), e agora está marcado para morrer. A sua esposa deixou-o e tornou-se numa "dançarina exótica" de um clube nocturno, mas depressa ela e seu novo marido são assassinados. Jack é incriminado, sendo o único suspeito, é preso, mas foge com Arabella McGee (Kathleen Wilhoite), uma marginal jovem e malcriada que foi presa por Jack.
Ele agora precisa contar com a ajuda dela para poder provar a sua inocência.

## Elenco
- Charles Bronson (Jack Murphy)
- Kathleen Wilhoite (Arabella McGee)
- Carrie Snodgress (Joan Freeman)
- Robert F. Lyons (Art Penney)
- Richard Romanus (Frank Vincenzo)
- Angel Tompkins (Jan)
- Bill Henderson (Ben Wilcove)
- James Luisi (Ed Reineke)
- Clifford A. Pellow (Tenente Nachman)
- Janet MacLachlan (Dr. Lovell)
- Lawrence Tierney (Cameron)
- Jerome Thor (Juiz Kellerman)
- Mischa Hausserman (Detetive Dave Manzarek)
- Chris DeRose (Tony Vincenzo)